# Un muchacho y su perro
Un muchacho y su perro (originalmente A Boy and His Dog, a veces también llamada Un chico y su perro o Un niño y su perro) es un ciclo de relatos del autor Harlan Ellison. El ciclo cuenta la historia de un muchacho (Vic) y su perro telepático (Sangre), que trabajan juntos como un equipo para sobrevivir en el mundo posapocalíptico después de una guerra nuclear. La novela original de 1969 fue adaptada al cine en 1975, con el mismo título de Un muchacho y su perro y dirigida por L. Q. Jones. Tanto la historia como la película fueron bien recibidas por la crítica y los fans de la ciencia ficción, pero la película no fue un éxito comercial. La novela original fue seguida de cuentos y una novela gráfica.

## Historia de la publicación
Ellison comenzó el ciclo con el cuento del mismo título en 1969, publicado en la revista New Worlds. Posteriormente el cuento fue ampliado y revisado a la longitud de una novela corta por su colección de cuentos de La bestia que gritaba amor en el corazón del universo en el mismo año. El ciclo comienza cronológicamente con "Eggsucker", que narra los primeros años de la relación entre el joven solitario Vic y su brillante perro telepático, Sangre.
Ellison bookended amplio la historia original con otras dos personas en el mismo mundo, en Vic y Sangre: Las Crónicas de un niño y su perro (St. Martin Press, 1988), una de tres partes de una novela gráfica recogida ilustrada por Richard Corben, que también ilustró para esta colección otras dos historias cortas que ofrecen a Vic y a Sangre: "Eggsucker" (una precuela de un muchacho y su perro, publicado por primera vez en Thomas Durward, ed, El libro de Ariel de la fantasía Volumen Dos, 1977) y "Run, spot, Run" (que fue publicado originalmente en "Amazing Stories", en 1980). Introducción de Ellison a la colección que explica que un muchacho y su perro de 1969 es parte de una novela más grande que él ha estado escribiendo desde hace más de 30 años y que la historia ha terminado, pero la última parte, más larga, se escribe como un guion sin corriente planes para la producción.
Ellison considera tan tardía como 2003 que iba a combinar las tres historias (posiblemente con material adicional) para crear una novela con el título propuesto de la sangre de Rover (que no debe confundirse con la historia de Chad Oliver o la novela de James Ellroy La sangre de Rover) . Mientras que de la sangre de Rover no ha aparecido, la edición de novela gráfica Ellison / Corben, si ha sido reimpreso como Vic y Sangre: Continúan las Aventuras de un muchacho y su perro.

## Entorno
La novela y la adaptación cinematográfica tienen la misma línea temporal en el entorno alternativo, divergente con el fallido asesinato del presidente John F. Kennedy. En lugar de concentrarse en la carrera espacial, tiene lugar los avances tecnológicos en la robótica, la inteligencia animal, y la telepatía. Lo que abre camino para una más acalorada guerra fría que se lleva a cabo, lo que culminó en una convencional Tercera Guerra Mundial. Una tregua se firmó, que duró otros 25 años, a pesar de las crecientes tensiones que en última instancia conducen a un segundo estallido de las hostilidades en 2007, esta vez con la guerra nuclear masiva de por medio. La civilización está casi totalmente arrasada, y la superficie de la Tierra reducida a un páramo desolado irradiado.
Años después, en 2024, los recolectores que permanecen sobre el suelo deben luchar por los recursos restantes. La mayoría de los sobrevivientes en los antiguos Estados Unidos son hombres, como las mujeres eran por lo general en las ciudades bombardeadas, mientras que muchos hombres estaban fuera, luchando en la guerra. En la novela, la lluvia radiactiva había creado mutaciones horribles, como los gritones burnpit que son muy temidos, conocidos por su ruido y letalidad (en la película, aparecen en una sola escena, a pesar de que sólo se escuchan).

## Un muchacho y su perro

### Argumento
Vic, de 15 años, nació en y vive en todo el páramo del antiguo suroeste de los Estados Unidos. Vic está más preocupado por la comida y el sexo; después de haber perdido a sus padres, no tiene educación formal y no entiende la ética o la moral. Está acompañado por un bien leído, perro telepático misántropo llamado Blood, que le ayuda a localizar a las mujeres, a cambio de comida. Blood no puede alimentarse por sí mismo, debido a la misma ingeniería genética que le concedió la telepatía. Los dos roban para ganarse la vida, evadiendo bandas de bandidos y mutantes. Blood y Vic tienen una relación en ocasiones antagónica, aunque se dan cuenta de que se necesitan mutuamente.
En una sala de cine, Blood reclama a Vic a una mujer, y la pareja de su pista de un edificio YMCA abandonado. Allí conocen a Quilla June Holmes, una adolescente de "Downunder," una sociedad situada en una gran bóveda subterránea. Antes de que Vic pueda violarla, Blood informa a la par que un "roverpak" (una banda) los ha rastreado al edificio y tienen que luchar contra ellos. Después de matar a varios de ellos, el trío se esconde en una caldera y producen que la estructura se prenda en llamas. Vic finalmente tiene sexo con Quilla, y aunque ella protesta al principio, ella comienza a venir a él. Blood al instante no le gusta ella, pero Vic no le hace caso. Vic y Quilla tienen relaciones sexuales varias veces, pero con el tiempo, Quilla lo ataca y se dirige a regresar a su comunidad subterránea. Vic, furioso por su engaño, la sigue, a pesar de las advertencias de Sangre. Blood permanece en el portal en la superficie.
Downunder tiene una biosfera artificial, con bosques y ciudades subterráneas, una de ellas, llamada Topeka, después de las ruinas de la ciudad que se encuentra debajo, el ambiente se forma en una parodia surrealista de 1950 con la inocencia rural. Vic es capturado por el consejo de gobierno (Better Business Bureau). Confiesan que Quilla fue enviada a la superficie para atraer a un hombre Downunder. La población de Topeka se están convirtiendo en estériles, y los bebés que nacen son generalmente mujeres. Ellos sienten que Vic, a pesar de su crudeza y el comportamiento salvaje, será capaz de dar un nuevo impulso que necesita la población masculina. Vic primero está eufórico al saber que debe impregnar la población femenina, pero este entusiasmo inicial se convierte rápidamente en horror.
Quilla se reencuentra con Vic y planean escapar. Vic utiliza el hecho de que el padre de Quilla secretamente desea sexo con ella como una distracción, lo incapacitan, para que puedan escapar.
En la superficie, Vic y Quilla descubren que Blood se muere de hambre y está cerca de la muerte, después de haber sido atacado por insectos radiactivos y otras "cosas". Quilla June intenta que Vic deje a Blood, y se vaya con ella. Sabiendo que nunca va a sobrevivir sin la guía de Blood y, más importante, sabiendo que el perro no va a sobrevivir sin su cuidado y la alimentación, Vic se enfrenta a una situación difícil. Se da a entender que él mata a su nuevo amor y la cocina para salvar a su compañero. La novela termina con Vic recordando la pregunta que Quilla le hizo: "¿Sabes qué es el amor" y concluye: "Claro que lo sé. Un chico ama a su perro."

### Recepción
La novela ganó el premio Nébula a la mejor novela corta sobre su lanzamiento en 1969 y también fue nominada para el Premio Hugo de 1970 a la mejor novela corta.

### Adaptación al cine
En 1975 la película de ciencia ficción Un muchacho y su perro adaptada y dirigida por L.Q Jones fue controvertida por presunto sexismo; las líneas de script incluidas, que no estaban en las historias originales de Ellison y que algunos autores como Joanna Russ resultaron ser objetables. Ellison desautorizó la pieza final de la película del diálogo como un "idiota, chovinista odiosa última línea, que yo desprecio."  La línea final de la película es de Sangre: "Bueno, yo diría que sin duda tenía un juicio maravilloso, Albert, si no sobre todo el buen gusto."

## Vic and Blood
Ellison más tarde amplió el ciclo de historia en la novela de colección gráfica Vic y Blood, ilustrada por Richard Corben. Aunque Blood esta ahora de nuevo sano, la situación de la pareja se deteriora a medida que Vic comienza a tener alucinaciones con sentimientos de culpa, como resultado de un despertar de su conciencia después de la muerte de Quilla. Debido a su preocupación, Vic tropieza en un encuentro casi fatal con una banda itinerante, lo que acaba con su separación de Blood una vez más. Después de que los dos se reúnen, Blood encuentra a Vic en un estado desesperado, casi catatónico. A pesar de las apelaciones y los intentos de Blood de volver a despertar la cordura de Vic, este se deja capturar por una gigante araña mutada. Envenenado por la araña, y más allá de cualquier esperanza de salvarse, Vic acepta su destino y deja a su compañero canino valerse por sí mismo.
Las razones dadas por Ellison para este abrupto final han diferido en los últimos años. Una se refiere a su ira sobre el final LQ Jones de la película, como se detalló anteriormente. La otra es, según Ellison, esencialmente el deseo de hacer que sus fanes dejaran de solicitar más historias sobre los dos personajes. Ellison afirmó en el momento del lanzamiento de la película que él había dicho todo lo que quería decir sobre Vic y Blood, y que no habría más secuelas.  Sin embargo, en la introducción de Vic y Blood, de fecha 25 de marzo de 2003 , Ellison menciona: "Y yo he escrito el resto del libro, la sangre de un ROVER La sección final más larga está en forma de guion - y están haciendo una oferta aquí en Hollywood, una vez más, para la función de los derechos de cine y televisión -. y uno de estos días antes de ir por esa puerta final, voy a traducir en prosa elegante, y la novela completa aparecerá."